# Delirul încapsulat
Delirul încapsulat (2015) este un volum de povestiri al scriitorului român Florin Pîtea. Este prima carte din seria Cartea cu scoarțe de argint, ferecate, o combinație steampunk-fantasy care descrie o societate bazată pe extrapolarea tehnologiei existente în secolul al XIX-lea, face referire la o serie de elemente istorice, geografice, culturale și personaje reale sau prezente în opere din perioada respectivă. În perioada care a precedat lansarea cărții, unele dintre povestiri au apărut în diverse publicații SF românești.

## Conținut
- Cartea cu scoarțe de argint, ferecate
- Fram
- Pălărierul
- Liberul arbitru
- În serviciul Maiestății Sale Imperiale
- Colierul
- Telefonia
- Iluminatul

## Intriga
Volumul este conceput sub forma unui roman modular, textele având personaje comune și făcând referire unele la celelalte.
Cartea cu scoarțe de argint, ferecate
Un bibliotecar pasionat de pariuri este nevoit să vândă un exemplar rar - o carte cu scoarțe de argint, ferecate - pentru a-și achita datoriile. Volumul este furat de către un spărgător, care i-l vinde unui iluzionist. Acesta nu reușește să-l deschidă, ceea ce îi afectează faima și, implicit, veniturile. El amanetează cartea, care este imediat cumpărată de directorul unui circ. Trupa acestuia piere ulterior în timpul unei epidemii, iar cartea ajunge, prin intermediul unui negustor, în mâinile unui vraci care apelează la spirite pentru a o deschide. După ce noul posesor este răpus de ființele supranaturale invocate, cartea ajunge la un topograf, apoi la un tânăr care pleacă pe front, niciunul dintre stăpânii săi nefiind capabil să-i deschidă lacătul. În cele din urmă, ea sfârșește în mâinile unui băiat, care reușește s-o deschidă fără probleme și începe să citească poveștile ascunse între coperte.
Fram
Povestirea a fost publicată pentru prima dată în 2014 numărul 9 al revistei online Ficțiuni.ro și relatează peripețiile unui urs de circ, Fram. Acesta se satură de spectacole și cere să fie trimis acasă, doar că, din greșeală, este dus întâi la Polul Sud și abia apoi la Polul Nord. Nemulțumit de condițiile de acolo, el revine la circ și ajunge să fie cunoscut drept Fram, ursul bipolar (aluzie la Fram, ursul polar).
Pălărierul
Moartea Pălărierului Nebun (aluzie la personajul din Alice în Țara Minunilor) este primită cu mare tristețe de către locuitorii din Ytrik. Preocuparea lor de a găsi un pălărier care să-i ia locul îi dă o idee doctorului Victor Rammstein (aluzie la savantul din romanul Frankenstein), care apelează la un medium pentru a contacta spiritul defunctului. Apoi, cu ajutorul unei invenții, îi readuce spiritul în corp, înviindu-l. Însă, spre deosebire de precedenta sa viață, Pălărierul este acum Sănătos. Povestirea a apărut inițial în Almanahul Anticipația 2015.
Liberul arbitru
Sătulă de faptul că toate sporturile erau războinice și dedicate în exclusivitate bărbaților, Lady Badminton se hotărăște să inventeze o disciplină accesibilă femeilor. Pornind de la un joc similar baseballului practicat de clasele sărace, ea inventează un sport care se joacă folosind rachete și un fluturaș de gumă, căruia îi dă numele ei. Răspândirea lui în sânul claselor aristocratice ale altor țări îi permite Gorenei să infiltreze spioni care să țină sub observație acțiunile desfășurate pe alte meleaguri. Povestirea a fost publicată în 2015 în numărul dublu 25-26 al revistei CPSF Anticipația.
În serviciul Maiestății Sale Imperiale
Deoarece Oveko amenință un aliat cu o poziționare strategică, serviciul secret gorenian îl trimite pe agentul Bon d'Age în acea țară pentru a împiedica izbucnirea războiului. Timpul pe care-l are la dispoziție agentul este foarte scurt, astfel încât acesta caută metode prin care ar putea instaura haosul în Oveko. Pentru asta, apelează la un psihiatru, bătrânul doctor Young, care-i oferă flacoane în care se află încapsulat delirul pacienților săi. Ajuns în Oveko, Bon d'Age împrăștie flacoanele în cercurile înalte ale societății, provocând halucinații în masă și haos care duc la amânarea războiului pe termen nelimitat. Prima dată, povestirea a fost publicată în 2015 în numărul dublu 32-33 din CPSF Anticipația.
Colierul
Hărțuit de creditori, Victor Rammstein încearcă să fugă din Gorena, dar este prins. Singura care scapă este Fecioara de Fier Forjat, creația sa. Aceasta călătorește la bordul unui pachebot până în Insulele Ducofer (a cărei societate amintește de Japonia secolului al XIX-lea), unde se antrenează în artele parițale pentru a putea să-și salveze creatorul. Clanul care o adăpostește este atacat de un clan rival, care se împotrivește invențiilor mecanice venite din Gorena. După ce ajută la înfrângerea atacatorilor, Fecioara de Fier Forjat își încheie antrenamentul și revine în Gorena, unde-l salvează pe Victor Rammstein din mâinile Lordului Fitzroy.
Telefonia
În timp ce lucra la una dintre invențiile sale, lui Victor Rammstein îi vine ideea de a îmbunătăți proaspăt-apărutul telefon cu un dispozitiv care să-i permită identificarea numărului de la care se face apelul. Cunoscuții și prietenii care-l vizitează în zilele următoare vin, fiecare, cu sugestii pentru îmbunătățirea aparatului. Prin urmare, Victor Rammstein îi adaugă un dispozitiv de memorare a numerelor de telefon, o agendă pentru planificarea evenimentelor viitoare, un robot telefonic cu mesagerie, un convertor de text, un aparat de fotografiat, un dispozitiv de localizare similar GPS-ului, sau un aparat care permite comunicarea video. În final, produsul ajunge să ocupe atât de mult spațiu, încât este denumit telefonie-mobilă. Povestirea a apărut și în Almanahul Anticipația 2016.
Iluminatul
Această schiță a apărut în anul 2014 în numărul 4 al revistei Ficțiuni.ro și prezintă strădania unui călugăr de a atinge iluminarea.